# Jan Bydžovský (úředník)
Jan Bydžovský (2. února 1906 Kladno – 25. května 1990 Veselí nad Lužnicí) byl český úředník a diplomat, který byl během vykonstruovaného procesu obviněn za vraždu Jana Masaryka.

## Životopis
Jan Bydžovský se narodil 2. února 1906 ve městě Kladno. Vystudoval reálné gymnázium a následně nastoupil na Přírodovědeckou fakultu Univerzitu Karlovu, kde v roce 1930 získal aprobaci pro vyučování fyziky a matematiky. Dále složil zkoušky z pojišťovací matematiky statistiky.
Pracoval ve Všeobecném penzijním ústavu a později odešel pracovat do Mezinárodního úřadu práce v Ženevě. V dubnu 1941 se přes Portugalsko dostal až do Londýna, kde začal působit u ministerstva zahraničních věcí (MZV) československé exilové vlády. Po zaučení až do konce druhé světové války vedl šifrové oddělení. V červenci 1945 se vrátil zpět do Prahy, kde v práci u ministerstva zahraničních věcí pokračoval.
Státní bezpečnost jej v listopadu 1949 zatkla pro podezření ze špionáže. Ve vykonstruovaném procesu jej Státní bezpečnost obvinila za vraždu Jana Masaryka. Bydžovský byl fyzicky a psychicky mučen a následně podepsal doznání. Všechny své přiznání vždy odvolal. Z připravovaného monstrprocesu ale následně sešlo. O dva roky později byl odsouzen k osmnácti letům vězení za špionáž.
Po propuštění z vězení v roce 1955 odešel do Veselí nad Lužnicí, kde pracoval v podniku Prefa. Jan Bydžovský zemřel 25. května 1990 ve Veselí nad Lužnicí, kde byl pochován. Jeho syn Jan Bydžovský mladší možnost, že by jeho otec zavraždil Jana Masaryka opakovaně odmítal.
Teprve po smrti byl plně rehabilitován. V roce 2000 mu český ministr zahraničí Jan Kavan za stranu ČSSD udělil titul čestného velvyslance.